# IRAS 19024+0044
IRAS 19024+0044 – mgławica protoplanetarna znajdująca się w gwiazdozbiorze Orła w odległości około 11 000 lat świetlnych.
Gwiazda centralna tej mgławicy zbliża się do końcowego etapu swojej ewolucji. Jest ona otoczona przez obłok gazu i pyłu przypominający rozgwiazdę. Mgławica jest utworzona przez pięć niebieskich bąbli, które rozciągają się od centralnej gwiazdy nadając mgławicy asymetryczny kształt. Niebieski jej kolor pochodzi od niebieskiej składowej widma gwiazdy, łatwiej rozpraszanego przez gaz i pył mgławicy niż barwa czerwona i pomarańczowa, które pozostały stosunkowo nienaruszone.